# Station Bremerhaven-Wulsdorf
Station Bremerhaven-Wulsdorf (Bahnhof Bremerhaven-Wulsdorf) is een spoorwegstation in de Duitse plaats Bremerhaven, in de deelstaat Nedersaksen. Het station ligt aan de spoorlijn Wunstorf - Bremerhaven en aan de spoorlijn Bremerhaven-Wulsdorf - Buchholz. Op het station stoppen naast Regionalbahntreinen ook Regio-S-Bahntreinen van Bremen en Nedersaksen op het station. Het station telt twee perronsporen aan één eilandperron.

## Treinverbindingen
De volgende treinseries doen station Bremerhaven-Wulsdorf aan:
| Serie | Treinsoort                  | Route | Bijzonderheden                       |
| ----- | --------------------------- | --- | ------------------------------------ |
| RB 33 | Regionalbahn (EVB)          | Buxtehude – Bremervörde – Bremerhaven-Wulsdorf – Bremerhaven Hbf – Bremerhaven-Lehe – Cuxhaven              |                                      |
| S2    | Regio-S-Bahn (NordWestBahn) | Bremerhaven-Lehe – Bremerhaven Hbf – Bremerhaven-Wulsdorf – Osterholz-Scharmbeck – Bremen Hbf – Twistringen | Versterkingstreinen tijdens de spits |